# 4月30日
4月30日是公历一年中的第120天（闰年第121天），离全年的结束还有245天。

## 大事记

### 19世紀以前
- 311年：羅馬帝國自戴克里先以來對基督徒的迫害終止（英语：Edict of Serdica）。
- 711年：阿拉伯帝国军队登陆直布罗陀，开始征服伊比利亚半岛。
- 1315年：在查理 (瓦盧瓦伯爵)的教唆下，恩格朗·德·馬里尼（英语：Enguerrand de Marigny）遭處以絞刑。
- 1492年：克里斯托弗·哥伦布获得西班牙女王伊莎贝拉一世签发的探险委任许可。
- 1513年：英王亨利八世下令處死約克家族王位覬覦者第三代薩福克公爵埃德蒙·德拉波爾。
- 1557年：西班牙部隊在馬塔基托戰役殺死馬普切首領萊夫扎茹。
- 1598年：胡安·德·奧尼亞特（英语：Juan de Oñate）開始征服聖塔菲新墨西哥（英语：Santa Fe de Nuevo México）。
- 1598年：法王亨利四世頒布南特詔書承認了法國國內胡格諾派的信仰自由。
- 1636年：八十年戰爭：荷軍在一場圍城戰（英语：Siege of Schenkenschans）後從西軍手中重奪申肯尚茲（英语：Schenkenschanz）這座重要的要塞。
- 1661年：鄭成功率軍自鹿耳門登陸台灣。
- 1789年：在经总统选举当选后，乔治·华盛顿在美国纽约联邦国家纪念堂宣誓就任首任美国总统。

### 19世紀
- 1803年：美国以1,500万美元向法国购买路易斯安那领地，使美国领土面积翻倍。
- 1812年：奧爾良領地以路易斯安那州的名稱加入美利堅聯邦，成为美国第18州。
- 1838年：尼加拉瓜宣布從中美洲聯邦共和國獨立出去。
- 1865年：法國外籍兵團在卡梅倫戰役中只有65人的情況下，和2,000名墨軍戰到幾乎最後一人。
- 1871年：美國亞利桑那領地發生格蘭特營大屠殺（英语：Camp Grant massacre）。
- 1872年：中国第一张近代报纸《申报》在上海创刊。
- 1885年：時任美國紐約州州長大衛·B·希爾（英语：David B. Hill）簽署創建尼亞加拉瀑布州立公園的法案，該公園成為紐約州首座州立公園，並確保尼加拉大瀑布不會僅用於工業與商業用途。
- 1888年：大日本帝國正式設立日本樞密院，並由伊藤博文就任首位議長。
- 1897年：卡文迪許實驗室的約瑟夫·湯姆森宣布發現新的次原子粒子「電子」，僅質子的1,800分之一大。
- 1900年：美国根據先前通過之聯合決議案《紐蘭茲決議》吞并夏威夷共和國，共和国原总统桑福德·多爾出任新成立的夏威夷領地總督。

### 20世紀
- 1905年：愛因斯坦完成蘇黎世大學的個人博士論文。
- 1919年：巴黎和会：五强国会议决定将德国在中国山东省的特权转交日本。
- 1925年：装饰风艺术流派在巴黎诞生。
- 1930年：马来亚共产党的前身——南洋共产党正式改组为馬來亞共產黨，至此宣告马共的成立。
- 1931年：中国工农红军第一方面军攻占福建建宁，宣布取得第二次反围剿战争的胜利。
- 1934年：奥地利总理恩格爾伯特·陶爾斐斯宣布解散议会和政党，进行独裁，以对抗纳粹党的兴起。
- 1936年：意大利军队攻占埃塞俄比亚首都亚的斯亚贝巴。
- 1936年：日本关东军决定开展《满洲农业移民百万户移住计划案》，计划在20年中向满洲国移民500万人。
- 1939年：世界博覽會在美國紐約市皇后區法拉盛草原可樂娜公園开场。
- 1943年：二战：英国皇家海军塞拉夫号潜艇（英语：HMS Seraph (P219)）开始“肉馅行动”，欺骗德国即将入侵西西里岛。
- 1945年：二战：苏联红军把标志胜利的红旗插上柏林国会大厦顶。
- 1945年：随着同盟国占领柏林，纳粹德国元首阿道夫·希特勒与妻子伊娃·布朗在元首地堡内自杀身亡。
- 1946年：关于欧洲和巴勒斯坦犹太人问题调查委员会发表报告，既反对在巴勒斯坦成立犹太人国家，也反对阿拉伯人统治当地。
- 1948年：哥伦比亚首都波哥大正式成立以美洲国家为成员的美洲国家组织，共有21个创始成员国。
- 1948年：第一次中东战争：以色列军队攻占海法。
- 1948年：国共内战：中国共产党声称要“打到南京去”，并呼吁迅速召开政治协商会议，成立联合政府。
- 1957年：蘇聯和斯瓦巴等地發生日環食現象。
- 1965年：多米尼加共和国发生军事政变，总统唐纳德·里德·卡布拉尔（英语：Donald Reid Cabral）被推翻。
- 1967年：越战：穆罕默德·阿里因拒绝服兵役而被剥夺拳王称号。
- 1970年：越战：美军进入柬埔寨作战。
- 1975年：越南民主共和国和越南南方民族解放阵线部队攻陷越南共和国首都西贡市，越南战争结束。
- 1979年：邓小平提出建立经济特区的构想。
- 1980年：荷兰女王贝娅特丽克丝登基。
- 1991年：孟加拉国遭受飓风侵袭，约138000人死亡。
- 1993年：互联网的雏形在歐洲核子研究組織形成。
- 1994年：奧地利一級方程式賽車車手羅蘭德·拉岑伯格在聖馬利諾大獎賽排位賽中失事身亡。
- 1998年：北约再向东扩展，批准捷克、匈牙利和波兰加入的申请。
- 1999年：柬埔寨加入，成为第十個会员國。

### 21世紀
- 2003年：伊拉克战争：美国正式宣布正规军事行动在伊拉克结束。
- 2004年：美国媒体揭露了美军在巴格达附近的阿布格莱布监狱虐待囚犯的行为，阿布格萊布虐囚醜聞曝光。
- 2008年：廈門航空8052号班机在大连周水子国际机场起飞时入侵正在起飞的中国南方航空6621号班机所用跑道，导致两机几乎相撞。
- 2009年：杜拜朱美拉棕櫚島單軌鐵路正式通車。
- 2010年：中国2010年上海世界博览会开幕式在上海世博文化中心举行，本届世博会共有246个国家和国际组织参展。
- 2011年：中華民國法務部長曾勇夫簽署死刑執行令，於法務部矯正署台北監獄刑場槍決：張俊宏（原名：張為龍）和洪晨耀二名死刑犯。於法務部矯正署臺中監獄刑場槍決：張文蔚一名死刑犯。於法務部矯正署臺南監獄刑場槍決：柯世銘一名死刑犯。一共於三處刑場槍決四名死刑犯。
- 2013年：荷兰国王威廉-亚历山大登基，贝娅特丽克丝女王退位。
- 2014年：乌鲁木齐站遭遇恐怖袭击，导致3人死亡，79人受伤。
- 2019年：日本天皇明仁依《天皇退位等相關皇室典範特例法》正式退位，並由皇太子德仁親王繼位。
- 2021年：在以色列一年一度的希蒙·巴·約凱拉比墓（英语：Tomb of Rabbi Shimon bar Yochai）朝聖活動（英语：Hillula of Rabbi Shimon bar Yochai）中發生踩踏事件，造成45人死亡。

## 出生
- 1245年：腓力三世，法国卡佩王朝國王。（1285年逝世）
- 1651年：聖若翰·喇沙，法国教士、教育家和改革者，天主教組織喇沙會的創辦人。（1719年逝世）
- 1662年：瑪麗二世，荷兰王后、英国女王。（1694年逝世）
- 1769年：阿瑟·韦尔斯利（威灵顿公爵），英国军事家。（1852年逝世）
- 1777年：卡爾·弗里德里希·高斯，德国数学家。（1855年逝世)
- 1803年：阿爾布雷希特·馮·羅恩，德國陸軍元帥、政治人物。（1879年逝世)
- 1839年：弗洛里亞諾·佩紹托，巴西軍人、政治家，第2任巴西總統。（1895年逝世)
- 1893年：約阿希姆·馮·里賓特洛甫，納粹德國外交部長。（1946年逝世)
- 1901年：西蒙·史密斯·库兹涅茨，俄裔美国著名经济学家。（1985年逝世）
- 1901年：戴安邦，中国无机化学家、化学教育家。（1999年逝世）
- 1902年：谷正綱，中國大陸災胞救濟總會理事長。（1993年逝世）
- 1904年：任弼時，中国共产党中央政治局委員，曾任共青團中央總書記。（1950年逝世）
- 1909年：朱丽安娜女王，荷兰，前任女王贝娅特丽克丝的母亲。（2004年逝世）
- 1916年：，美國數學家、電子工程師、密碼學家，被譽為資訊理論的創始人。（2001年逝世）
- 1920年：汤姆·穆尔爵士，英國二戰老兵、慈善家。（2021年逝世）
- 1923年：鏡里喜代治，日本相撲力士，第42代橫綱。（2004年逝世）
- 1930年：王元，中國數學家，中國科學院院士（2021年逝世）
- 1938年：拉瑞·尼文，美國科幻小說家。
- 1940年：羅伯特·傑維斯，美國政治學者。（2021年逝世）
- 1940年：弦念丸呈，芬兰裔日本政治家。
- 1943年：謝爾登·M·羅斯，美國數學家、統計學家。
- 1946年：倪敏然，臺灣演員。（2005年逝世）
- 1946年：卡尔十六世·古斯塔夫，瑞典國王。
- 1948年：羅伯特·塔揚，美國計算機科學家。
- 1949年：安東尼歐·古特瑞斯，葡萄牙政治家，現任聯合國秘書長，曾任葡萄牙總理。
- 1952年：賈克·歐迪亞，法國電影導演。
- 1957年：區錦新，澳門立法會議員。
- 1963年：黃德斌，香港演員。
- 1964年：渡邊美佐，日本女性聲優。
- 1965年：河國榮，澳洲籍香港演員。（2024年逝世）
- 1966年：魏伯勤，台灣配音員。
- 1967年：張宇，台灣男歌手。
- 1971年：馬修·施密特，美國電影剪輯師。
- 1972年：常盤貴子，日本女演員。
- 1972年：阿卜杜拉·本·扎耶德·阿勒纳哈扬，阿联酋外交大臣。
- 1975年：梅婷，中國演員。
- 1977年：梁雪湄，香港女藝人。
- 1980年：李芯逸，中國女演員。
- 1980年：山姆·修根，英國男演員、製片人、作家、企業家。
- 1981年：高梓淇，中國男演員。
- 1981年：崔貞媛，韓國女演員。
- 1981年：湯姆·巴雷特，美國政治人物。
- 1982年：落落，中國女作家。
- 1982年：克斯汀·鄧斯特，美國女演員。
- 1985年：蓋兒·賈多特， 以色列女演員。
- 1986年：張楠，中國体操運動員。
- 1988年：劉惜君，中國女歌手。
- 1989年：張祐榮，韓國男子偶像團體2PM成員。
- 1989年：鮑爾，美國音樂製作人。
- 1990年：邵珮詩，香港女藝人。
- 1991年：藍可兒，加拿大籍香港人。（2013年逝世）
- 1991年：洪千淑，台灣YouTuber。
- 1991年：崔維斯·史考特，美國饒舌歌手、歌手、詞曲作家、唱片製作人。
- 1993年：辛寶羅，韓國女子偶像團體gugudan隊長。
- 1994年：蔡舒辰，韓國女演員。
- 1995年：鄧卓殷，香港女藝人。
- 1996年：孔雪兒，中國女子偶像團體THE9成員。
- 1998年：羅奕佳，中國女藝人。
- 1998年：石見舞菜香，日本女性聲優。
- 1999年：姜濤，香港男藝人。
- 1999年：克里特·安努艾德奇康，泰國男演員。
- 1999年：朗嘎拉姆，泰國女歌手。
- 1999年：羅拔奧度，奈及利亞職業足球運動員。
- 2000年：刁俊稀，香港男子田徑運動員。
- 2001年：許皓鋐，臺灣職業圍棋棋士。
- 2001年：蜜雅·費雪，美國職業足球運動員。
- 2002年：米格爾·烏丹加林，西班牙王室成員。
- 2003年：鄭允錫，韓國男演員。
- 2002年：米格爾·烏丹加林，西班牙王室成員。
- 生年不詳：篠原侑，日本女性聲優。
- 2007年：張澤禹，TOP登陆少年組合成員。

## 逝世
- 125年：漢安帝劉祜，東漢皇帝。（94年出生）
- 1063年：宋仁宗赵祯，北宋皇帝。（1010年出生）
- 1524年：皮埃爾·泰拉伊·德·巴亞爾，法國貴族、騎士。（1473年出生）
- 1637年：丹羽長重，日本安土桃山時代及江戶時代初期武將、大名。（1571年出生）
- 1792年：約翰·孟塔古，第四代三文治伯爵，英国政治家。（1718年出生）
- 1806年：小野川喜三郎，日本江戶時代相撲力士，第5代橫綱。（1758年出生）
- 1847年：卡爾大公，奧地利元帥。（1771年出生）
- 1865年：卡爾·伯格曼，德國解剖學家、生理學家、生物學家。（1814年出生）
- 1883年：愛德華·馬奈，法國畫家。（1832年出生）
- 1907年：查理斯·霍華·辛頓，英國數學家、作家。（1853年出生）
- 1922年：弗朗西斯科·馬卡布洛斯，菲律賓愛國革命軍將領。（1871年出生）
- 1928年：辜鸿铭，滿清時代精通西洋科學、語言兼及東方華學的中國第一人，號稱「清末怪傑」。（1857年出生）
- 1928年：利希慎，香港鴉片商人。（1879年出生）
- 1945年：阿道夫·希特勒，德國政治人物，納粹德國元首。（1889年出生）
- 1945年：，納粹德國元首阿道夫·希特勒的妻子，在柏林與阿道夫·希特勒一同自殺。（1912年出生）
- 1979年: 戴文賽，中国天文学家(1911年出生）。
- 1981年:  朱蘊山，中国国民党革命委员会主席(1887年出生)
- 1993年：許惠美，臺灣編舞家。（1939年出生）
- 1994年：羅蘭德·拉岑伯格，奧地利一級方程式車手。（1960年出生）
- 1998年: 胡煥庸，中国地理学家、地理教育家(1901年出生)
- 2004年：伊芙琳·梅斯，南非護士，納爾遜·曼德拉的第一任妻子。（1922年出生）
- 2008年：胡百全，香港企業家、政界人物。（1910年出生）
- 2009年：威妮夏·伯尼，冥王星的命名者。（1918年出生）
- 2009年：梁超，中國人民解放軍將領。（1919年出生）
- 2014年：渡边淳一，日本作家。[1][2]（1933年出生）
- 2015年：班·伊·金，美國靈魂樂和節奏藍調歌手。（1938年出生）
- 2016年：哈罗德·克罗托，英國化學家，1996年諾貝爾化學獎得主。（1939年出生）
- 2020年  :苏夏，中国作曲家(1924年出生)
- 2020年: 里希·卡浦爾，印度演员(1952年出生)
- 2021年：立花隆，日本作家、評論家，被稱為「知識的巨人」。（1940年出生）
- 2022年：瑪爾特·戈蒂耶，法國醫生，唐氏綜合症病因發現者。（1925年出生）
- 2022年：米诺·拉伊奥拉，荷蘭－義大利足球經紀。（1967年出生）
- 2023年：周君亮，中國水工建築物設計專家。（1925年出生）
- 2023年：拉爾夫·波士頓，美國男子田徑運動員。（1939年出生）
- 2024年：烏雲其木格，中國政治人物。（1942年出生）
- 2025年：伊娜·卡納巴羅·盧卡斯，巴西修女、超級人瑞。（1908年出生）
- 2025年：尤勒斯·韋登博斯，蘇利南政治人物、作家，前任蘇利南總統。（1941年出生）

## 节假日和习俗
- 国际爵士乐日（英语：International Jazz Day）[3]
- 國際珍奶日[4][5]
- 國際不打小孩日
- 沃普尔吉斯之夜
- 巴基斯坦：烈士節
- 越南：解放南方統一日
- 荷蘭：女王日（公共假日，1949年－2013年）
- 墨西哥：兒童節
- 巴拉圭：教師節

## 腳注
1. ↑  . NHK.   [2014-05-05]. （原始内容存档于2014-05-05） （日语）.
2. ↑  訃報:直木賞作家の渡辺淳一さん死去80歳 （页面存档备份，存于） 毎日新聞 2014年5月5日
3. ↑  . 聯合國新聞. 2021-04-30  [2021-05-02]. （原始内容存档于2021-05-03）.
4. ↑  . www.upmedia.mg.   [2022-04-30]. （原始内容存档于2022-04-30）.
5. ↑  . www.setn.com. 2022-04-30  [2022-04-30]. （原始内容存档于2022-05-01） （中文（臺灣））.